# Cecilia Alemani
Cecilia Alemani (* 1977 in Mailand, Italien) ist eine Kuratorin mit Sitz in New York. Seit 2011 ist sie die Donald R. Mullen Jr Direktorin und Chefkuratorin von High Line Art und künstlerische Direktorin der 59. Biennale in Venedig im Jahr 2022. Zuvor kuratierte sie den italienischen Pavillon der Biennale 2017 und war künstlerische Leiterin der Eröffnungsausgabe der
Art Basel Cities von 2018.

## Leben und Arbeit
Alemani wurde in Italien geboren und erhielt ihren Bachelor in Philosophie an der Universität Mailand und ihren Master in Curatorial Studies an dem Bard College in Annandale-on-Hudson, New York.
Von 2012 bis 2017 kuratierte sie Frieze-Projects, die gemeinnützige Plattform der Frieze Art Fair, die neue Produktionen und Rekonstruktionen historischer Ausstellungen präsentiert. Von 2009 bis 2010 war sie die kuratorische Direktorin der einjährigen X Initiative, New York, einer experimentellen gemeinnützigen Organisation, für die sie zahlreiche Ausstellungen und Veranstaltungen betreute. Alemani ist Mitbegründerin von No Soul For Sale – A Festival of Independents. Als unabhängige Kuratorin organisierte sie viele Ausstellungen in Museen, gemeinnützigen Räumen und Galerien, darunter die Gió Marconi Galerie, in Mailand; Blum an Poe, in Los Angeles; MoMA/PS1, in New York; und das Whitney Museum, in New York.
2017 kuratierte Alemani zur 57. internationalen Kunstausstellung der Biennale, Venedig, den italienischen Pavillon. Die Ausstellung mit dem Titel "Il Mondo Magic" (Die magische Welt) zeigte neue großformatige, ortsspezifische Arbeiten von Giorgio Andreotta Calò, Roberto Cuoghi und Adelita Husky-Bey. Jeder Künstler bezog sich auf seine Weise auf Magie und Fabel, um fantastische Welten zu erschaffen.
2018 war Alemani künstlerische Leiterin der ersten Ausgabe der Art Basel Cities, einer neuen Initiative in Partnerschaft mit Buenos Aires, um das kulturelle Ökosystem der Stadt zu feiern. Alemani kuratierte eine stadtweite Ausstellung mit dem Titel „Hopscotch (Rayuela)“, die 18 Arbeiten in engem Dialog mit ihren Schauplätzen standen zeigte und eine vielschichtige Erfahrung formte, die bildende Kunst, urbane Räume und die Geschichte der Stadt in unerwartete Weise miteinander verband. Unter den teilnehmenden Künstlern waren Eduardo Basualdo, Pia Camil, Maurizio Cattelan, Gabriel Chile und Luciana Lamothe.
Für die Art Basel 2019 beauftragte Alemani Alexandra Pirici mit der Inszenierung einer neuen Integration von Aggregate für den Messeplatz der Stadt. Die immersive Arbeit war eine performative Umgebung mit mehr als 60 Performern, die sich um die Besucher bewegten und Gesten und Klänge ausführten, die auf unterschiedliche Formen des kulturellen Erbes verwiesen und so etwas wie eine Zeitkapsel schafften.
Seit 2011 leitet sie das High Line Art Programm und entwickelte eine Expertise für die Auftragsvergabe und Produktion von Kunstwerken für öffentliche und ungewöhnliche Räume. Während ihrer Anstellung bei High Line hat sie Großprojekte in Auftrag gegeben, darunter an El Anatsui, Carol Bove, Rashid Johnson, Barbara Kruger, Faith Ringgold, Edward Ruscha und Adrián Villar Rojas und andere Künstler. Sie hat auch Gruppenausstellungen mit Arbeiten junger und aufstrebenden Künstler organisiert, darunter Firelei Báez, Jon Rahman, Max Hooper Schneider und Andra Ursuta. Kürzlich leitete Alemani das „High Line Plinth“, ein Programm mit monumentalen Kunstwerken, das im Juni 2019 mit „Brick House“, einer Skulptur der Künstlerin Simone Leigh, begann.
Als Antwort auf ihre Ernennung zur Kuratorin und künstlerischen Leiterin der 59. Biennale in Venedig im Jahr 2022 kommentierte Alemani: „Als erste Italienerin in dieser Position verstehe und schätze ich die Verantwortung und auch die mir gebotene Möglichkeit“, „Ich beabsichtige, Künstlern eine Stimme zu geben, um einzigartige Projekte zu schaffen, die ihre Visionen und unsere Gesellschaft widerspiegeln“. Der Titel der Ausstellung, The Milk of Dreams, bezieht sich auf das gleichnamige Buch von Leonora Carrington, welches eine Welt beschreibt, in der das Leben durch ein "Prisma der Vorstellungskraft" immer wieder neu erfunden wird.
Cecilia Alemani ist mit dem Kurator und Kunstkritiker Massimiliano Gioni verheiratet. Das Paar hat einen Sohn.

## Werke
Alemani hat in verschiedenen Publikationen mitgewirkt, darunter Artforum.com und Mousse Magazine und hat eine wöchentliche Kolumne in D, Repubblica wie im Oktober 2019. Sie ist Autorin, Co-Autorin, Herausgeberin und hat zu einer Reihe von Büchern mit beigetragen.

### Ausgewählte Bücher und Beiträge
- Alemani, Cecilia, ed. Il mondo magico: Padiglione Italia, Biennale Arte 2017. Venice: Marsilio, 2017. ISBN 978-88-317-2720-4
- Alemani, Cecilia, ed. High Art: Public Art on the High Line. New York: NY, Skira Rizzoli, 2015. ISBN 0-8478-4519-2
- Alemani, Cecilia. “The Solar Anus.” In Jakub Ziółkowski: 2000 words. Athens, DESTE Foundation, 2014. ISBN 618503905-2
- Alemani, Cecilia, ed. The X Initiative Yearbook. Milan: Mousse Publishing, 2010. ISBN 978-88-96501-29-0
- Alemani, Cecilia, Maurizio Cattelan, and Massimiliano Gioni. Charley Independents. Athens: Deste Foundation, 2010. ISBN 978-1-935202-31-8
- Alemani, Cecilia and Massimiliano Gioni, ed. I’m Not There. Gwangju: Gwangju Biennale Foundation, 2010. ISBN 978-89-87719-11-5c
- Alemani, Cecilia, Andrea Bellini, and Lillian Davies, ed. Collecting Contemporary Art. Zürich: JRP Ringier, 2008. ISBN 3-03764-015-4
- Alemani, Cecilia. Arte Contemporanea 7: Ambiente. Milan: Mondadori Electa, 2008.
- Alemani, Cecilia. William Kentridge. Milan: Mondadori Electa, 2006. ISBN 88-370-4363-5